# Libellula pulchella
A Libellula pulchella a rovarok (Insecta) osztályának szitakötők (Odonata) rendjébe, ezen belül az egyenlőtlen szárnyú szitakötők (Anisoptera) alrendjébe és a laposhasú acsák (Libellulidae) családjába tartozó faj.

## Előfordulása
A Libellula pulchella előfordulási területe az Amerikai Egyesült Államok legnagyobb része, valamint Dél-Kanada és Észak-Mexikó.

## Megjelenése
Szárnyfesztávolsága 50–78 milliméter. Ez a szitakötő könnyen megkülönböztethető a többi fajtól, a szárnyain levő tizenkét pontnak köszönhetően. Ezeket a szárnypontokat mind a két nem hordozza.

## Életmódja
A természetes élőhelyei a pocsolyák, lápok, források és folyók partjai. A hím agresszív területvédő.